# Olympische Sommerspiele 1900/Teilnehmer (Österreich)
| Silbermedaillen | Bronzemedaillen | 3. |
| --------------- | --------------- | -- |
| —               | 3               | 3  |

Da das Österreichische Olympische Comité erst 1908 gegründet wurde, wurde wie schon für die Olympischen Spiele in Athen ein Komitee die Entsendung der Sportler von Cisleithanien, dem Landesteil Österreich/Böhmen von Österreich-Ungarn, gegründet. Das Wiener Comité zur Beschickung der Pariser Olympischen Spiele 1900 wurde abermals von einer Gruppe Adeliger getragen. Darunter war wie 1896 Eduard Graf Lamezan-Salins.
Wie viele Österreicher an den Olympischen Sommerspielen 1900 teilnahmen, ist nicht ganz klar. Auf der Homepage Österreichisches Olympisches Comité ist an einer Stelle von 9 an anderer Stelle von 11 Sportlern die Rede. Für weitere Verwirrung sorgt u. a. die Frage, ob das Gespannfahren zu den olympischen Bewerben in Paris zu zählen ist. Auf dieser Seite werden alle 15 Athleten angeführt über deren Antreten Aufzeichnungen vorhanden sind.

## Medaillen

### Medaillenspiegel
| Rang   | Sportart  | Silber | Bronze | 3. Platz | Gesamt |
| ------ | --------- | ------ | ------ | -------- | ------ |
| 1      | Schwimmen | —      | 3      | 1        | 4      |
| 2      | Fechten   | —      | —      | 2        | 2      |
| Gesamt | Gesamt    | —      | 3      | 3        | 6      |

### Medaillengewinner
| Name/n        | Sportart  | Wettkampf                |
| ------------- | --------- | ------------------------ |
| Bronze        |           |                          |
| Karl Ruberl   | Schwimmen | 200 m Rücken             |
| Otto Wahle    | Schwimmen | 1000 m Freistil          |
| Otto Wahle    | Schwimmen | 200 m Hindernisschwimmen |
| 3. Platz      |           |                          |
| Fritz Flesch  | Fechten   | Säbel für Amateure       |
| Milan Neralić | Fechten   | Säbel für Fechtmeister   |
| Karl Ruberl   | Schwimmen | 200 m Freistil           |

## Teilnehmer nach Sportarten

### Fechten
| Athleten           | Wettbewerb             | 1. Runde         | 1. Runde | Viertelfinale | Viertelfinale | Relegation    | Relegation    | Halbfinale | Halbfinale    | Finale | Finale            | Rang    |
| Athleten           | Wettbewerb             | Gegner           | Ergebnis | Gegner        | Ergebnis      | Gegner        | Ergebnis      | Gegner | Ergebnis      | Gegner | Siege:Niederlagen | Rang    |
| ------------------ | ---------------------- | ---------------- | -------- | ------------- | ------------- | ------------- | ------------- | --- | ------------- | --- | ----------------- | ------- |
| Rudolf Brosch      | Florett für Amateure   | Marcel Boulenger | Q        | H. Valarche   | Relegation    | unbekannt     | Q             | Émile Coste Henri Masson Joseph Sénat Charles Guérin Clément de Boissière G. Bélot Tony Smet                                   | Q             | Émile Coste Henri Masson Marcel Boulenger Félix Debax Pierre Georges Louis d’Hugues Georges Dillon-Kavanagh             | 1:6               | 8       |
| Fritz Flesch       | Säbel für Amateure     | -                | -        | unbekannt     | Q             | -             | -             | Gyula Iványi Harstein Camillo Müller Georges de la Falaise Maurice Boisdon Pierre Georges Louis d’Hugues Giunio Fedreghini     | Q             | Georges de la Falaise Léon Thiébaut Camillo Müller Heinrich Tenner Amon von Gregurich Gyula Iványi Clément de Boissière | 4:3               | 3       |
| Harstein 1         | Säbel für Amateure     | -                | -        | unbekannt     | Q             | -             | -             | Gyula Iványi Fritz Flesch Camillo Müller Georges de la Falaise Maurice Boisdon Pierre Georges Louis d’Hugues Giunio Fedreghini | DNQ           | ausgeschieden | ausgeschieden     | 9 – 16  |
| Camillo Müller     | Säbel für Amateure     | -                | -        | unbekannt     | Q             | -             | -             | Gyula Iványi Fritz Flesch Harstein Georges de la Falaise Maurice Boisdon Pierre Georges Louis d’Hugues Giunio Fedreghini       | Q             | Georges de la Falaise Léon Thiébaut Fritz Flesch Heinrich Tenner Amon von Gregurich Gyula Iványi Clément de Boissière   | 1:6               | 8       |
| Milan Neralić      | Säbel für Fechtmeister | -                | -        | unbekannt     | Q             | -             | -             | Antonio Conte Hébrant François Delibes Lajos Horváth François Brun-Buisson Charles Clappier Orazio Santelli                    | Q             | Antonio Conte Italo Santelli François Delibes Julian Michaux Xavier Anchetti Petro Sakoworot Hébrant                    | 4:3               | 3       |
| Heinrich Rischtoff | Florett für Amateure   | Pélabon          | DNQ      | ausgeschieden | ausgeschieden | ausgeschieden | ausgeschieden | ausgeschieden | ausgeschieden | ausgeschieden | ausgeschieden     | 38 – 54 |
| Heinrich Tenner    | Säbel für Amateure     | -                | -        | unbekannt     | Q             | -             | -             | Amon von Gregurich Clément de Boissière Léon Thiébaut Hugó Hoch Mauricio Ponce de Léon Stagliano Miklós Todoresku              | Q             | Georges de la Falaise Léon Thiébaut Fritz Flesch Camillo Müller Amon von Gregurich Gyula Iványi Clément de Boissière    | 2:5               | 7       |
| van der Stoppen    | Florett für Amateure   | Henri Plommet    | Q        | DNS           | DNS           | DNS           | DNS           | DNS | DNS           | DNS | DNS               | 25 – 34 |

### Leichtathletik

#### Laufen und Gehen
| Athleten          | Wettbewerb       | Zeit  | Rang |
| ----------------- | ---------------- | ----- | ---- |
| Hermann Wraschtil | 1500 m           | k. A. | 6    |
| Hermann Wraschtil | 2500 m Hindernis | k. A. | 5    |

#### Werfen und Springen
| Athleten                 | Wettbewerb | Weite | Rang  |
| ------------------------ | ---------- | ----- | ----- |
| Cornelius von Lubowiecki | Diskuswurf | k. A. | k. A. |

### Reiten
| Athleten          | Wettbewerb    | Rang   |
| ----------------- | ------------- | ------ |
| Georges de Zogher | Gespannfahren | 5 – 31 |

Ob der Gespannfahr-Bewerb 1900 zu den Olympischen Spielen zu zählen ist, ist umstritten. Der IOC verneint – einige Sporthistoriker zählen den Bewerb jedoch zu den Olympischen Spielen 1900.

### Schwimmen
| Athleten             | Wettbewerb               | Halbfinale    | Halbfinale | Finale        | Finale        | Rang   |
| Athleten             | Wettbewerb               | Zeit          | Rang       | Zeit          | Rang          | Rang   |
| -------------------- | ------------------------ | ------------- | ---------- | ------------- | ------------- | ------ |
| Alois Anderle        | 4000 m Freistil          | 1:26:25,6 h   | 4          | DNF           | DNF           | 8      |
| Karl Ruberl          | 200 m Freistil           | 2:22,6 min OR | 1          | 2:32,0 min    | 3             | 3      |
| Karl Ruberl          | 200 m Hindernisschwimmen | 3:06,0 min    | 2          | 2:51,2 min    | 4             | 4      |
| Karl Ruberl          | 200 m Rücken             | 2:56,0 min    | 1          | 2:56,0 min    | 2             | Bronze |
| Richard von Foregger | 200 m Freistil           | 4:32,0 min    | 4          | ausgeschieden | ausgeschieden | 23     |
| Otto Wahle           | 1000 m Freistil          | 15:27,0 min   | 2          | 14:43,6 min   | 2             | Bronze |
| Otto Wahle           | 200 m Hindernisschwimmen | 2:56,1 min    | 1          | 2:40,0 min    | 2             | Bronze |
| Otto Wahle           | 200 m Freistil           | 2:35,6 min OR | 1          | DNS           | DNS           | 10     |

| Athleten      | Wettbewerb           | Sekunden | Meter | Punkte | Rang |
| ------------- | -------------------- | -------- | ----- | ------ | ---- |
| Alois Anderle | Unterwasserschwimmen | 22,4     | 23,50 | 69,4   | 13   |